# Gilberto Hernández
Gilberto Hernández Guerrero (San Luis Potosí, 4 de febrero de 1970) es un ajedrecista mexicano. La FIDE lo reconoce con el título de Gran Maestro Internacional. En julio de 2008, en la lista de la FIDE, logró tener un Elo (rating) de 2550, el segundo más alto en México. Tuvo el Elo más alto desde 1990 hasta 2000.

## Biografía
A los 5 años, Gilberto aprendió los fundamentos del ajedrez y con apenas 8 años jugó su primer torneo. Se convirtió en campeón de su estado a los 11 años y también se llevó la medalla de bronce en el campeonato mundial Sub-12 celebrado en Jalapa.
A los 14 años se convirtió en maestro nacional y pasó a ser Maestro Fide a los 16 tras ganar la medalla de oro en los Panamericanos de Puerto Rico Sub-16.
Cuando tenía 17, participó en un torneo zonal celebrado en Cuba, donde obtuvo su primera norma de Maestro Internacional. Tras su victoria, lo invitaron a 5 torneos más, por lo que se quedó en la isla durante 3 meses. También regresó a Cuba dos años más tarde a intentar su última norma de Maestro Internacional, cosa que consiguió con una brecha de 1,5 puntos. Para entonces ya tenía una calificación de 2520 en la lista FIDE.

## Trayectoria
En 1990, Hernández jugó en el torneo Abierto de Lyon, Francia. Anotó 8 de 9 puntos superando a grandes maestros bien conocidos como el excampeón mundial junior Vladimir Akopián y Minasian Artashes para convertirse en campeón del torneo. Siguió manteniendo una calificación por encima de 2500, y recibió el título de Gran Maestro en 1995.
Gilberto Hernández ha jugado 7 olimpiadas y ha ganado más de 40 torneos internacionales.
Sus más importantes resultados contra los jugadores de ajedrez de élite son sus triunfos sobre Aleksei Shirov, Vladimir Akopian, Boris Gulko, Miles Anthony y Rustemov Alejandro y sus empates con Alexandr Jalifman, Viktor Korchnoi, Judit Polgar, Boris Gelfand, Joel Lautier, Jeroen Piket, entre otros.

## Vida personal
Está casado con Claudia Amura, una gran maestra de ajedrez argentina.